# Sergio Toppi
Pour les articles homonymes, voir Toppi.
Sergio Toppi, né le 11 octobre 1932 à Milan en Lombardie, mort le 21 août 2012, est un scénariste et dessinateur de bande dessinée.

## Biographie
Sergio Toppi est fasciné par le dessin dès l'enfance.
Il commence sa carrière dans l'animation et la presse enfantine italienne. Il est ainsi illustrateur à l’Enciclopedia dei ragazzi, aux éditions Mondadori, à partir de 1953. Il réalise des courts-métrages d’animation aux studios Pagot de Milan, en 1957. Il dessine parallèlement des récits complets dans la presse enfantine italienne pour les magazines comme Topolino, édités en France à partir de 1959 aux éditions SAGE, notamment dans la revue Rintintin, et entre 1975 et 1976, dans l’hebdomadaire Formule 1 de Fleurus.
Il participe à la collection « Un homme une aventure », publiée en France à partir de 1978, et également à l'Histoire de France en bande dessinée et à La découverte du monde en bande dessinée, dont la publication aux Éditions Larousse commence la même année.
Sergio Toppi meurt d'un cancer en 2012.
Il était marié à Aldina Monesi, qu'il avait rencontrée à l'occasion d'une exposition collective où il avait dessiné ses mains, ce qui avait intrigué la jeune femme qui avait ensuite cherché à savoir à qui elles appartenaient.
Sergio Toppi est désormais édité en France par les éditions Mosquito, qui éditent ses travaux les plus personnels et les plus remarquables, ceux par lesquels il s'est imposé comme un maître du neuvième art.

## Style

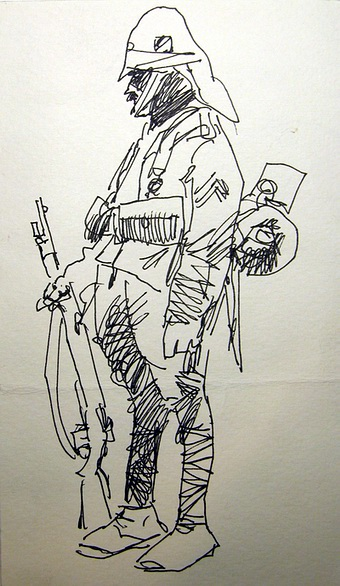
Un soldat colonial anglais de Sergio Toppi.

Dans les années 1970, Toppi met au point un style en noir et blanc qui le démarque des autres dessinateurs et contribue à l'évolution de la bande-dessinée transalpine. Il ne s'intéresse pas à la peinture et avoue avoir du mal à utiliser l'aplat, préférant le trait.
Sergio Toppi lit très peu de bandes dessinées et s'intéresse davantage aux illustrations. Il préfère notamment l'image unique qui raconte verticalement une histoire plutôt que la narration s'appuyant sur la succession horizontale des vignettes. 
Dans les années 1980, il s'essaiera à la couleur directe (aquarelle), avec une palette dominée par le violet, le bleu et le vert. En particulier, Sharaz-De, est réalisé en partie en couleur, plein d'audaces graphiques, avec la destructuration complète des pages, la quasi-disparition des strips.

## Œuvres publiées

### Bandes dessinées en français
- Un homme une aventure, Dargaud :
  - L'Homme du Nil, avec Decio Canzio, 1978  (ISBN 2-205-01324-6).
  - L'Homme du Mexique, avec Decio Canzio, 1979  (ISBN 2-205-01328-9).
  - L'Homme des marais, 1979  (ISBN 2-205-01564-8).
- Marilyn Monroe, Bédésup, 1982.
- Le Dossier Kokombo, Mosquito, 1997  (ISBN 2-908551-14-4).
- Île Pacifique, Mosquito, 1997  (ISBN 2-908551-15-2)[8].
- Le Collectionneur :

1. Le Joyau mongol, 1998  (ISBN 2-908551-18-7).
2. L'Obélisque Abyssin, 1998  (ISBN 2-908551-19-5).
3. Le Sceptre de Muiredeagh, 1999  (ISBN 2-908551-23-3).
4. Le Calumet de pierre rouge, 1999  (ISBN 2-908551-30-6).
5. Le Collier de Padmasumbawa, 2006  (ISBN 2-908551-82-9).

Le Collectionneur (l'intégrale), 2010  (ISBN 978-2-352-83044-3).
- Sharaz-De, Mosquito :

1. Tome I, 2000  (ISBN 2908551330)[9].
2. Tome II, 2005  (ISBN 2908551764).

Sharaz-De (intégrale), 2013  (ISBN 978-2-352-83097-9).
- Karol Wojtyla, avec Tony Pagot, Fides, 2001.
- Myetzko, Mosquito, 2001  (ISBN 2-908551-40-3)[10].
- Warramunga, Mosquito, 2002  (ISBN 2-908551-48-9)[11].
- La Légende de Potosi, Mosquito, 2003  (ISBN 2-908551-57-8).
- Le Trésor de Cibola, Mosquito, 2004  (ISBN 2-908551-67-5).
- 1602 t. 3 : Le Nouveau monde, avec Greg Pak, Panini Comics, coll. « 100% Marvel », 2006  (ISBN 2-84538-727-X).
- Black and Tans, Mosquito, 2007  (ISBN 2-352-83004-4). Reprend des planches publiées dans Le Dossier Kokombo.
- Blues, Mosquito, 2007  (ISBN 2-908551-98-5). Contient L'Héritier (inédit) et Blue (1990).
- Tanka, Mosquito, 2008  (ISBN 2-352-83009-5).
- Krull, Mosquito, 2009  (ISBN 2-352-83023-0).
- Saint-Acheul, 17, Mosquito, 2010  (ISBN 2-352-83037-0).
- Un Dieu mineur, Mosquito, 2011  (ISBN 978-2-352-83051-1).
- Ogoniok, Mosquito, 2013  (ISBN 978-2-352-83092-4).
- BD Blues t. 17 : The Blues, BDMusic, 2014  (ISBN 978-2-84907-195-3).
- Chapungo, Mosquito, 2014  (ISBN 978-2-352-83276-8).
- Naugatuck 1757, Mosquito, 2015  (ISBN 978-2-352-83288-1).
- Colt Frontier, Mosquito, 2016  (ISBN 978-2-352-83296-6).
- Momotaro, Mosquito, 2017  (ISBN 978-2-352-83430-4).
- Hypothèse 1492, Mosquito, 2018  (ISBN 978-2-352-83420-5).
- Face cachée, Mosquito, 2019  (ISBN 978-2-352-83431-1).
- Köllwitz 1742, Mosquito, 2020  (ISBN 978-2-352-83535-6).

### Recueils d'illustrations
- Bab El Ahlam, 1932, Mosquito, 2002  (ISBN 2-908551-49-7)[12].
- Ticonderoga, Nuages, 2004.
- Soudards et belles garces, Mosquito, 2008  (ISBN 2-352-83018-4).
- Bestiaire, Mosquito, 2010  (ISBN 2-352-83042-7).
- Nibelungica, Nuages, 2010  (ISBN 978-88-9656303-8).
- Un Peu Plus à l'Ouest, Mosquito, 2010  (ISBN 2-352-83042-7).
- Scènes de la Bible, Mosquito, 2011  (ISBN 2-352-83059-1).
- Sic transit gloria mundi, Mosquito, 2012  (ISBN 978-2-352-83077-1).
- Les Tarots des origines, Mosquito, coll. « Nec plus », 2011  (ISBN 2-352-83064-8).
- Impérativement, Mosquito, coll. « Nec plus », 2011  (ISBN 978-2-352-83056-6).
- Sabbat, Mosquito, coll. « Nec plus », 2013  (ISBN 2-352-83083-4).
- Le Mors aux dents, Mosquito, coll. « Nec plus », 2014  (ISBN 978-2-352-83269-0).
- Trait pour trait, Mosquito, coll. « Raconteur d'images », 2015  (ISBN 978-2-352-83291-1).
- Une armée immobile, Mosquito, coll. « Raconteur d'images », 2020  (ISBN 978-2-352-83538-7).

## Prix
- 1975 :  Prix Yellow-Kid du dessinateur italien, pour l'ensemble de son œuvre
- 1992 :  Prix Yellow-Kid « une vie consacrée à l'illustration », remis par l'organisation du festival de Lucques, pour l'ensemble de son œuvre
- 2006 :  Soleil d'or de la meilleure série au festival de Soliès-Ville pour Le Collectionneur
- 2012 :  Chine Golden monkey king award au festival de Hangzhou

## Hommages et expositions
- 2000 : planches sélectionnées pour l'exposition Les maîtres de la bande dessinée européenne, à la Bibliothèque nationale de France[13].
- 2002 : exposition à la galerie Bosser, Paris[4]
- 2004 : invité d'honneur au festival « Quai des bulles » de Saint Malo[4]
- 2005 : exposition au musée de la Conciergerie, Paris[4]
- 2007 : exposition à la station de métro Pyramides[14].
- 2008 : exposition au Festival international de la bande dessinée d'Angoulême.
- 2011 : exposition à l'usine du May à Thiers.
- 2012 : exposition à l'abbaye de Flaran, Gers.
- 2012 : exposition à Grenoble.